# Eodorcadion virgatum subvirgatum
Eodorcadion virgatum subvirgatum es una subespecie de escarabajo longicornio del género Eodorcadion, categorizada en la tribu Dorcadionini, de la subfamilia Lamiinae. Fue descrita por Pic en 1914.

## Descripción
Mide 15,5-23 mm de longitud.

## Distribución
Se distribuye por China.